# Dača Duck
Damir Radoičić poznatiji kao Dača Duck srpski je rep-dens pevač, osnivač i član grupe Duck gde je prvobitno bio od 1994. do 2003. godine potom se preselio u Abu Dabi gde je bio preko dvadeset godina, 2024. godine snimio je pesmu pod nazivom U moje vreme i tako se vratio nazad na muzičku scenu. Pored peme koju je izbacio kao solo izvodjač počeo je da se bavi više grupom Duck tako da je doveo novo lice  u grupu tj. novu pevačicu Janju o kojoj javnost ne zna puno.

## Karijera
Dača je karijeru započeo 1994. goddine kada je osnovao grupu Duck tada je u prvoj postavi bio zajedno sa pevčicom Xenijom Pajčin koja je tu bila od 1994. do 1999. godine. Tada su imali najveću popularnost a stekli su je pesmom Pedro. Nakon Xenijinog odlaska i početka solo karijere dača je doveo novo lice odnosno pevačicu Danicu Bukilić poznatiju kao Coka. On je sa Cokom u grupi bio sve do 2003. godine kada su izdali poslednji album pod nazivom Rupa u Glavi. Nakon toga Dača se seli u Abu Dabi gde je živeo preko dvadeset godina. Na scenu se vratio 2024. godine kada je izbacio svoju prvu svoju solo pesmu pod nazivom U moje vreme koja je brzo postala popularna, povratkom na scenu vratio je i grupu Duck gde je doveo novu pevačicu Janju koja javnosti nije poznata.

## Diskografija
Album:
- 1995. San
- 1996. Ljubavni napitak
- 1997. Super patka
- 1998. No Name
- 1999. Francuski poljubac
- 2002. Mali
- 2003. Rupa u glavi

Singlovi:
- Dačo, volim te
- Ja imam
- Ljubavni napitak
- Pedro
- Milica
- Otac
- Boban i Bobana
- Komšinica Mica dvica
- Varana Janković
- Prca
- Mali Perica
- Nataša
- Francuski poljubac
- Nemoj Saša
- Jovanka Te Kjeo
- Isti San
- Okreni Se
- Jamajka
- Sex Mobil
- Mali
- Oglas
- Izgubljeno-Nadjeno
- Pogodak
- Ples Za Dvoje
- Bolid Za Volanom
- Odmah ili Sad
- Opasno sam blizu
- Kao Stakleno (Remix)
- Spice girls rade za CIU
- Anderson Pamela
- Opet kucaš
- Zuba kometijanac
- RUŽAN SAN (feat Zorana Pavić)
- Super patka
- Kap na dlanu
- Poklon
- Gaja
- Vrati se
- U tvojim očima (Garaža)
- Bez tebe
- Samo jedan
- San
- Čeznem da te zezam
- Patak Dača
- Kao Staklena
- Hoću Da Pevam
- Pesma Za Nas
- Jednom Živi Se
- Poljubi Me
- Sekretarica
- Promenila si se
- Kubanka
- Znate ja sam reper final
- Te Quiero Jovanka

Singlovi (kao solo):
- U Moje Vreme (2024)